# سعيد بن توفيل
سعيد بن توفيل (توفي في 299 هـ) طبيب نصراني، كان في خدمة أحمد بن طولون (صاحب مصر) وكان يصحبه في السفر والإقامة، وله معه أخبار.
جاء في كتاب الوافي بالوفيات لالصفدي " انه اتّفق لأحمد بن طولون لمّا كَانَ فِي الشام بالثغور هيضة من لبن الجاموس فاعلّل وحضر إلى مصر، وساق الحكاية مستوفاةً ابنُ أبي أصيبعة، قال: وَكَانَ لَهُ شاكري اسمه هاشم يخدم بغله سعيد ويمسكها إذا دخل إلى دار ابن طولون، وَكَانَ سعيد يستعمله فِي سحق الأدوية ونفخ النار عَلَى الطبوخات، ولسعيد ولد حسن الصورة ذكيّ الروح حسن المعرفة، فقال ابن طولون لسعيد: أريدُ طبيباً للحرم يكون مقيماً بالحضرة إذا عبتُ، فقال لي: أحضره! فرأى شاباً رائقاً نظيف الأثواب ظريف الشباب، فقال أحمد: لَيْسَ يصلح هَذَا لخدمة الحرم، ابصرْ من يكون قبيح الوجه حسن المعرفة، فأخذ سعيد هاشماً وألبسه درّاعةً وخفّاً ونصبه لخدمة الحرم، فقال لَهُ عمر بن صخر: يَا سعيدَ مَا الَّذِي نصبت هاشماً. والله ليرجعنّ إلى دناءة أصله وخشاسة محتده! فتضاحك سعيد. وتمكّن هاشم من خدمة الحرم بأدوية الشحم والحبل وتحسين الألوان وتغزير الشعور، فقدمه النساء عَلَى سعيد، وجمع الأطبّاء ابنُ طولون عَلَى علّته فقالت أمّ أبي العشائر: يَا سيّدي! مَا فيهم مثل هاشم! فقال: أحضريه: فلمّا مثل بَيْنَ يديه ونظر وجهه قال: اعتلّ الأمير حَتَّى بلغ هَذِهِ الغاية، لا أحسن الله جزاءَ مَن تولىّ أمره، فقال لَهُ: فما الصواب؟ قال: تناول قمحيّةٍ فِيهَا كذا وكذا، وعدّد قريباً من مائة عقّار، فتناولها فأمسك الإسهال فحسن موقعه عنده، فقال لَهُ: إنّ سعيداً حماني من شهر لقمةَ عصيدةٍ وأنا أشتهيها، فقال: أخطأ سعيد! وهي مغرية واها أثر حميد، فأمر أحمد فعُمل لَهُ منها جام واسع فأكل أكثره ونام، وقال لسعيد لمّا أحضره: مَا تقول فِي العصيدة؟ فقال ثقيلة عَلَى الأعضاء، فقال: دعني من هَذِهِ المخرقة! قَدْ أكلتها ونفعتني، مَا تقول فِي السفرجل؟ فقال: يُمصّ منها عَلَى خلة المعدة. فلمّا خرج أكل ابن طولون سفرجلاً كثيراً فعصر السفرجل العصيدة فتدافع الإسهال، فدعا بسعيد وقال لَهُ: يَا ابن الفاعلة! ذكرتَ أنّ السفرجل نافع لي وَقَدْ عاوني الإسهال! فقال: هَذِهِ العصيدة الَّتِي منعتُك منها لَمْ تزل مقيمةً فِي الأحشاء لا تطيق هضمها حَتَّى عصرها السفرجل وَمَا أطلقت لَكَ أكله وإنمّا أشرت بمصّه وأنت أكلته للشبع لا للعلاج، فقال: يَا ابن الفاعلة! أنت جلست تنادرني وأنت صحيح سويّ وأنا عليل مذهب، ثُمَّ دعا بالسياط وضربه مائتي سوط وطاف بِهِ عَلَى جمل ونودي عَلَيْهِ: هَذَا جزاء من ائتُمن فخان، فمات سعيد بعد يومين سنة تسع وتسعين ومائتين. "